# Wotum nieufności (serial telewizyjny)
Wotum nieufności – polski serial telewizyjny z gatunku fikcji politycznej. Powstał na podstawie powieści Remigiusza Mroza.
Składa się z jednego sezonu liczącego 6 odcinków, które udostępnione zostały 14 października 2022 roku na stronie internetowej Polsat Box Go. Sezon ten bazuje na pierwszej pozycji serii o tej samej nazwie. Od 27 lutego 2023 roku serial emitowany jest w telewizji Polsat.

## Fabuła
Na skutek rezygnacji z pełnienia urzędu przez Prezydenta RP Mariusza Wimmera (Olgierd Łukaszewicz), Marszalek Sejmu RP Daria Seyda (Katarzyna Dąbrowska) obejmuje tymczasowo pełnienie obowiązków Prezydenta RP. Podczas prac jednej z komisji śledczych wychodzi na jaw misternie uknuty spisek sięgający najważniejszych osób w państwie. Odkrywa go Patryk Hauer, polityk uważany powszechnie za wschodzącą gwiazdę polskiej prawicy.

## Obsada
| AKTOR               | ROLA                | ODCINKI  | UWAGI                                                                         |
| ------------------- | ------------------- | -------- | ----------------------------------------------------------------------------- |
| Olgierd Łukaszewicz | Mariusz Wimmer      | 1, 3 - 6 | Były Prezydent RP                                                             |
| Katarzyna Dąbrowska | Daria Seyda         | 1 - 6    | Była Marszałek Sejmu RP Prezydent RP                                          |
| Antoni Pawlicki     | Patryk Hauer        | 1 - 6    | Poseł na Sejm RP Kandydat na Prezydenta RP                                    |
| Leszek Lichota      | Hubert Korodecki    | 1 - 6    | Szef Kancelarii Sejmu RP                                                      |
| Grzegorz Małecki    | Adam Chronowski     | 1 -6     | Prezes Rady Ministrów Szef partii rządzącej PDP                               |
| Zofia Wichłacz      | Milena Hauer        | 1 - 6    | Żona Patryka Hauera                                                           |
| Cezary Łukaszewicz  | Krzysztof Seyda     | 1 - 6    | Mąż Darii Seydy                                                               |
| Paulina Krzyżańska  | Zuza Seyda          | 1 - 6    | Córka Darii Seydy                                                             |
| Anna Próchniak      | Aneta Kitlińska     | 1 - 6    | Oficer SOP'u                                                                  |
| Andrzej Konopka     | Krystian Hajkowski  | 1 - 6    | Minister Sprawiedliwości                                                      |
| Dorota Kolak        | Teresa Swoboda      | 1-3, 5-6 | Liderka Unii Republikańskiej                                                  |
| Piotr Głowacki      | Agent ABW Regliński | 2 - 6    | Agent ABW                                                                     |
| Anna Mrozowska      | Małgorzata Bukowska | 1 - 5    | Posłanka na Sejm RP Kandydatka na Prezydenta RP Postać uśmiercona w 5 odcinku |
| Piotr Cyrwus        | Kazimierz Halski    | 1, 3 - 6 | Poseł na Sejm RP Kandydat na Prezydenta RP                                    |
| Józef Pawłowski     | Dziennikarz Bianczi | 1, 3 - 5 | Dziennikarz                                                                   |

## Odcinki
| Odcinek | Data udostępnienia Polsat Box Go | Data emisji TV Polsat | Oglądalność (RCH min. 1 minuta) |
| Odcinek | Premiera odcinka                 | Premiera odcinka      | Oglądalność (RCH min. 1 minuta) |
| 1       | 14.10.2022                       | 27.02.2023            | 1 847 543                       |
| 2       | 21.10.2022                       | 06.03.2023            | 1 503 511                       |
| 3       | 28.10.2022                       | 13.03.2023            | 1 244 699                       |
| 4       | 04.11.2022                       | 20.03.2023            | 1 483 367                       |
| 5       | 11.11.2022                       | 27.03.2023            | 962 765                         |
| 6       | 18.11.2022                       | 03.04.2023            | 1 033 294                       |